# Lull Kärfve
Lull Anna-Stina Kärfve-Albanese, född 21 februari 1921 i Malmö, död 3 september 1997 i Malmö, var en svensk konstnär.
Lull Kärfve var dotter till konstnären Fritz Kärfve och Sigrid Martina Sjögren. Hon växte upp i Malmö och vid Mälarhusen på Österlen, där fadern ofta målade. Hon hade sin far som konstlärare i flera år, 1939–1950, samt studerade vid Malmö tekniska yrkesskola för Jules Schyl 1939–1941, Harald Isenstein och Anders Olson 1941–1942. Hon gjorde även studieresor till Italien 1948, 1950 och 1951. Sistnämnda år gifte hon sig med majoren Frank Demajo Albanese. Hon har framför allt målat landskap i Italien, Malta och i Skåne, men också porträtt, stilleben och blomstermotiv och deltagit i utställningar i Skåne, bland annat i Malmö och Hässleholm. Lull Kärfve är begravd på Löderups gamla kyrkogård.